# Natalie Bale
Natalie Bale (ur. 7 kwietnia 1986 r. w Mount Lawley-Perth) – australijska wioślarka.

## Osiągnięcia
- Mistrzostwa Świata Juniorów – Ateny 2003 – dwójka bez sternika – 2. miejsce[1].
- Mistrzostwa Świata Juniorów – Banyoles 2004 – dwójka bez sternika – 1. miejsce[1].
- Mistrzostwa Świata – Gifu 2005 – dwójka bez sternika – 2. miejsce[1].
- Mistrzostwa Świata – Monachium 2007 – ósemka – 4. miejsce[1].
- Igrzyska Olimpijskie – Pekin 2008 – ósemka – 6. miejsce[1].